# Milan Obradović
Milan Obradović (en serbe en écriture cyrillique : Милан Обрадовић), est un footballeur international serbe, né le 3 août 1977 à Belgrade en Yougoslavie (aujourd'hui en Serbie). Il évoluait au poste de défenseur.

## Palmarès
- Lokomotiv Moscou
  - Vainqueur du Championnat de Russie en 2002.
  - Vainqueur de la Supercoupe de Russie en 2003.